# Xian de Pingwu
Le xian de Pingwu (平武县 ; pinyin : Píngwǔ Xiàn) est un district administratif de la province du Sichuan en Chine. Il est placé sous la juridiction de la ville-préfecture de Mianyang.

## Démographie
La population du district était de 186 699 habitants en 1999.